# Тринидад и Тобаго на Светском првенству у атлетици у дворани 2022.
Тринидад и Тобаго је учествовао на 18. Светском првенству у атлетици у дворани 2022. одржаном у Бирмингему од 1. до 4. марта шеснаести пут. Репрезентацију Тринидада и Тобага представљало је 4 такмичара (3 мушкарца и 2 жена), који су се такмичили у 4 дисциплина (3 мушке и 1 женска).,
На овом првенству Тринидад и Тобаго је по броју освојених медаља делио 14 место са 1 освојеном медаљом (1 златна).
У табели успешности према броју и пласману такмичара који су учествовали у финалним такмичењима (првих 8 такмичара) Тринидад и Тобаго је са 3 учесника у финалу заузео 21. место са 13 бодова.
| Плас. | Земља             | 1. место | 2. место | 3. место | 4. место | 5. место | 6. место | 7. место | 8. место | Бр. финал. | Бод. |
| ----- | ----------------- | -------- | -------- | -------- | -------- | -------- | -------- | -------- | -------- | ---------- | ---- |
| 21.   | Тринидад и Тобаго | 1        | 0        | 0        | 0        | 0        | 1        | 1        | 0        | 3          | 13   |

## Учесници
| Мушкарци: - Џерод Елкок — 60 м - Џерим Ричардс — 400 м - Рубин Валтерс — 60 м препоне | Жене: - Мишел-Ли Ахје — 60 м |  |

## Освајачи медаља

### Злато (1)
- Џерим Ричардс — 400 м

## Резултати

### Мушкарци
| Атлетичар     | Дисциплина   | Лични рекорд | Квалификације | Квалификације | Полуфинале | Полуфинале | Финале               | Финале       | Детаљи |
| Атлетичар     | Дисциплина   | Лични рекорд | Резултат      | Место         | Резултат   | Место      | Резултат             | Место        | Детаљи |
| ------------- | ------------ | ------------ | ------------- | ------------- | ---------- | ---------- | -------------------- | ------------ | ------ |
| Џерод Елкок   | 60 м         | 6,60         | 6,63(.625) КВ | 2. у гр. 5    | 6,63 КВ    | 2. у гр. 1 | 6,63(.625)           | 6 / 43 (50)  |        |
| Џерим Ричардс | 400 м        | 45,21        | 46,69 КВ      | 1. у гр. 2    | 46,15 КВ   | 1. у гр. 3 | 45,00 РСП            |              |        |
| Рубин Валтерс | 60 м препоне | 7,61         | 7,69(.684) КВ | 3. у гр. 1    | 7,69(.684) | 6. у гр. 1 | Није се квалификовао | 20 / 44 (46) |        |

### Жене
| Атлетичарка   | Дисциплина | Лични рекорд | Квалификације | Квалификације | Полуфинале         | Полуфинале | Финале   | Финале      | Детаљи |
| Атлетичарка   | Дисциплина | Лични рекорд | Резултат      | Место         | Резултат           | Место      | Резултат | Место       | Детаљи |
| ------------- | ---------- | ------------ | ------------- | ------------- | ------------------ | ---------- | -------- | ----------- | ------ |
| Мишел-Ли Ахје | 60 м       | 7,09 НР      | 7,23(.227) КВ | 2. у гр. 2    | 7,14(.133) КВ, ЛРС | 2. у гр. 3 | 7,11 ЛРС | 7 / 46 (47) |        |